# Timebomb
| 전문가 평가                      | 전문가 평가 |
| 평가 점수                        | 평가 점수   |
| 출처                             | 점수        |
| -------------------------------- | ----------- |
| AllMusic                         | [ 1 ]       |
| Collector's Guide to Heavy Metal | 8/10        |
| Rock Hard                        | 7.5/10      |

《Timebomb》은 독일의 헤비 메탈 밴드 U.D.O.의 네 번째 스튜디오 음반이다. 1990년 11월부터 1991년 2월까지 쾰른의 디어크스 스튜디오에서 녹음되고 혼합되었다. 이 음반은 《Faceless World》에서 가볍게 접근한 후 밴드의 가장 무거운 음반으로 여겨진다.

## 배경
그 밴드는 가사에 개비 "디피" 하우크의 도움을 받았다. 디피는 또한 억셉트 음반에 수록된 영어 가사의 작가였고, 억셉트의 매니저이자 후에 기타리스트 울프 호프만과 결혼한 개비 호프만의 가명이다.
《Timebomb》은 1992년에 런닝 와일드에 합류한 마티아스 디트와 토마스 스머진스키와 함께한 밴드의 마지막 발매였다. 1997년 《Solid》까지 그들의 마지막 발매이기도 했다. 그 사이에 우도 디르크슈나이더가 억셉트 재결합에 참여했다.

## 곡 목록
모든 곡들은 우도 디르크슈나이더와 개비 호프만에 의해 작사하였다.
| #   | 제목                         | 작곡                                                | 재생 시간 |
| --- | ---------------------------- | --------------------------------------------------- | --------- |
| 1.  | 〈The Gutter〉               | 마티아스 디트, 스테판 슈바르츠만, 토마스 스머진스키 | 1:04      |
| 2.  | 〈Metal Eater〉              | 디르크슈나이더, 디트                                | 3:42      |
| 3.  | 〈Thunderforce〉             | 디르크슈나이더, 슈바르츠만                          | 3:40      |
| 4.  | 〈Overloaded〉               | 디트                                                | 1:05      |
| 5.  | 〈Burning Heat〉             | 디르크슈나이더, 스테판 카우프만                     | 3:14      |
| 6.  | 〈Back in Pain〉             | 디르크슈나이더, 디트                                | 3:46      |
| 7.  | 〈Timebomb〉                 | 디르크슈나이더, 디트, 슈바르츠만, 스머진스키        | 3:57      |
| 8.  | 〈Powersquad〉               | 디르크슈나이더, 디트                                | 4:13      |
| 9.  | 〈Kick in the Face〉         | 디르크슈나이더, 디트, 카우프만                      | 3:47      |
| 10. | 〈Soldiers of Darkness〉     | 디르크슈나이더, 카우프만                            | 4:12      |
| 11. | 〈Metal Maniac Master Mind〉 | 디르크슈나이더, 스머진스키                          | 5:41      |